# Portia de Rossi
Portia de Rossi (Horsham, Victòria, 31 de gener de 1973) és una actriu australianoestatunidenca de televisió i cinema. La seva filmografia principal inclou títols cinematogràfics com Sirens (1994), Scream 2 (1997), Stigmata (1999), Qui és en Cletis T? (2001) i Cursed (2005); i a la televisió títols com Veronica's Closet (1997), Ally McBeal (1998-2002) i Nip/Tuck (2007-2009).
Va sortir de l'armari públicament l'any 2005, amb entrevistes a les revistes Details i The Advocate, i tres anys més tard es va casar amb Ellen DeGeneres. El 2010 va publicar el llibre Unbearable Lightness, una biografia on parla dels trastorns que ha experimentat, incloent l'anorèxia nerviosa i la bulímia. El setembre de l'any següent va obtenir la nacionalitat estatunidenca.